# Diecezja Chikmagalur
Diecezja Chikmagalur (łac. Diœcesis Chikmagalurensis) – diecezja rzymskokatolicka w Indiach. Została utworzona w 1963 z części terenu diecezji Mysore.

## Główne świątynie
- Katedra: Katedra św. Józefa w Chikmagalur

## Biskupi diecezjalni
- Alphonsus Mathias (1963–1986)
- John Baptist Sequeira (1986–2006)
- Anthony Swamy Thomasappa (od 2006)